# Coreomania

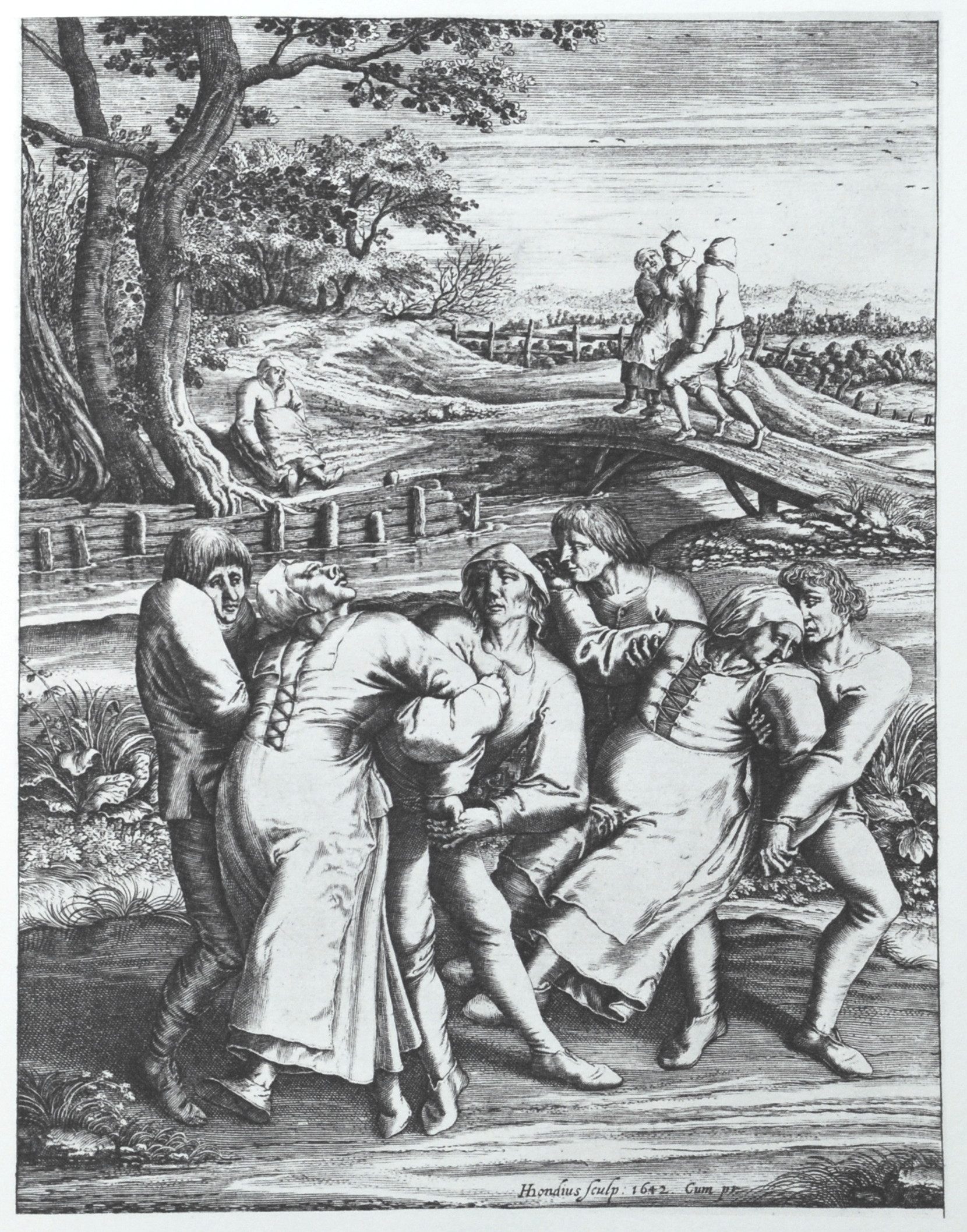
Dançomania em uma peregrinação à igreja em Sint-Jans-Molenbeek, uma gravura de 1642 por Hendrick Hondius após um desenho de 1564 feito por Pieter Brueghel, o Velho

Coreomania ou dançomania (também conhecida como peste da dança, dança de São João, tarantismo e dança de São Vito) foi um fenômeno social que ocorreu principalmente na Europa entre os séculos XIV e XVII. Envolvia grupos de pessoas dançando de forma irregular, às vezes milhares de uma vez. A mania afetou adultos e crianças que dançaram até desmaiar de exaustão e/ou desenvolverem ferimentos. Um dos primeiros grandes surtos foi em Aachen, no Sacro Império Romano (na atual Alemanha), em 1374, e rapidamente se espalhou por toda a Europa; um surto particularmente notável ocorreu em Estrasburgo em 1518 na Alsácia, também no Sacro Império Romano (na atual França).
Afetando milhares de pessoas ao longo de vários séculos, a coreomania não foi um evento isolado e foi bem documentada em relatórios contemporâneos. No entanto, foi mal compreendido e os remédios eram baseados em suposições. Muitas vezes, os músicos acompanhavam os dançarinos, devido à crença de que a música trataria a mania, mas essa tática às vezes saía pela culatra, incentivando mais pessoas a participar. Não há consenso entre os estudiosos modernos quanto à causa da coreomania.
As várias teorias propostas vão desde cultos religiosos por trás das procissões até pessoas dançando para aliviar o estresse e tirar da cabeça a pobreza da época. Especula-se que tenha sido uma doença psicogênica em massa, na qual se observam sintomas físicos sem causa física conhecida afetando um grupo de pessoas, como forma de influência social.

## Definição
"Coreomania" vem do grego choros (dança) e mania (loucura),:133–4 e também é conhecido como "praga dançante".:125 O termo foi cunhado por Paracelso:126 e a condição foi inicialmente considerada uma maldição enviada por um santo, geralmente São João Batista:32 ou São Vito, e por isso era conhecido como "Dança de São Vito" ou "Dança de São João". Vítimas da mania muitas vezes terminavam suas procissões em lugares dedicadas a esse santo,:136 a quem rezavam em um esforço para acabar com a dança;:126 incidentes muitas vezes eclodiram na época da festa de São Vito. :201
A "Dança de São Vito" foi diagnosticada, no século XVII, como coreia de Sydenham. A mania da dança também é conhecida como "coreia epidêmica":125 e "dança epidêmica". Uma doença do sistema nervoso, a coreia é caracterizada por sintomas semelhantes aos da mania de dançar, :134 que também tem sido pouco convincentemente considerada uma forma de epilepsia.:32
Outros cientistas descreveram a mania de dançar como um "distúrbio mental coletivo", "distúrbio histérico coletivo" e "loucura em massa".:136

## Surtos
O primeiro surto conhecido de mania de dança ocorreu no século VII e reapareceu muitas vezes em toda a Europa até por volta do século XVII, quando parou abruptamente.:132 Um dos primeiros incidentes conhecidos ocorreu em algum momento da década de 1020 em Bernburg, onde 18 camponeses começaram a cantar e dançar ao redor de uma igreja, perturbando as cerimônias de véspera de Natal.:202
Outros surtos ocorreram durante o século XIII, incluindo um em 1237 em que um grande grupo de crianças viajou de Erfurt para Arnstadt (uma caminhada de cerca 20 km), pulando e dançando o tempo todo,:201em marcada semelhança com a lenda do Flautista de Hamelin, que se originou na mesma época. Outro incidente, em 1278, envolveu cerca de 200 pessoas dançando em uma ponte sobre o rio Meuse, resultando em seu colapso. Muitos dos sobreviventes foram restaurados à saúde completa em uma capela próxima dedicada a São Vito.:134 O primeiro grande surto da mania ocorreu entre 1373 e 1374, com incidentes relatados na Inglaterra, Alemanha e Países Baixos.:33
Em 24 de junho de 1374, um dos maiores surtos começou em Aachen,:126antes de se espalhar para outros lugares como Colônia, Flandres, Francônia, Hainaut, Metz, Estrasburgo, Tongeren, Utrecht,:33e regiões e países como Itália e Luxemburgo. Outros episódios ocorreram em 1375 e 1376, com incidentes nas atuais França, Alemanha e Países Baixos,:138 e em 1381, quando houve um surto em Augsburgo.:33 Outros incidentes ocorreram em 1418 em Estrasburgo, onde as pessoas jejuaram por dias e o surto foi possivelmente causado por exaustão.:137 Em outro surto, em 1428 em Schaffhausen, um monge dançou até a morte e, no mesmo ano, um grupo de mulheres em Zurique entrou em um frenesi de dança.
Outro dos maiores surtos ocorreu em julho de 1518, em Estrasburgo (ver praga da dança de 1518), onde uma mulher começou a dançar na rua e entre 50 e 400 pessoas se juntaram a ela.:33 Outros incidentes ocorreram durante o século XVI, quando a mania estava no auge: em 1536 na Basileia, envolvendo um grupo de crianças; e em 1551 em Anhalt, envolvendo apenas um homem.:37No século XVII, incidentes de dança recorrente foram registrados pelo professor de medicina Gregor Horst, que observou:

Várias mulheres que visitam anualmente a capela de São Vito em Drefelhausen... dançam loucamente dia e noite até desmaiar em êxtase. Dessa forma, elas voltam a si e sentem pouco ou nada até o próximo maio, quando são novamente... forçadas no dia de São Vito a se dirigirem àquele lugar... uma dessas mulheres é dita ter dançado todos os anos nos últimos vinte anos, outra por trinta e dois anos completos.:39
A mania da dança parece ter desaparecido completamente em meados do século XVII.:46 De acordo com John Waller, embora vários incidentes tenham sido registrados, os casos mais bem documentados são os surtos de 1374 e 1518, para os quais existem abundantes evidências contemporâneas.

## Características
Os surtos de mania de dançar variaram e várias características deles foram registradas. Geralmente ocorrendo em tempos de dificuldades,:136 até dezenas de milhares de pessoas pareciam dançar por horas,:133 dias, semanas e até meses.:132
As mulheres têm sido frequentemente retratadas na literatura moderna como participantes habituais da mania da dança, embora fontes contemporâneas sugiram o contrário.:139 Se a dança foi espontânea, ou um evento organizado, também é debatido.:138 O que é certo, no entanto, é que os dançarinos pareciam estar em estado de inconsciência:201 e eram incapazes de se controlar.:136
Em sua pesquisa sobre fenômenos sociais, o autor Robert Bartholomew observa que fontes contemporâneas registram que os participantes muitas vezes não residiam onde a dança acontecia. Essas pessoas viajavam de um lugar para outro e outras se juntavam a elas ao longo do caminho. Com eles trouxeram costumes e comportamentos estranhos à população local.:137 Bartholomew descreve como os dançarinos usavam "trajes estranhos e coloridos" e "seguravam bastões de madeira".:132
Robert Marks, em seu estudo sobre hipnotismo, observa que alguns do afetados pela mania decoravam seus cabelos com guirlandas.:201 No entanto, nem todos os surtos envolveram estrangeiros e nem todos foram particularmente calmos. Bartolomeu observa que alguns "desfilavam nus":132 e faziam "gestos obscenos".:133 Alguns até tiveram relações sexuais.:136 Outros agiam como animais,:133 saltando:32 e pulando. :33
Eles mal conseguiam parar e alguns dançaram até quebrar suas costelas e posteriormente morrer.:32 Durante todo o tempo, os dançarinos gritavam, riam ou choravam,:132 e alguns cantavam.:60 Bartholomew também observa que os observadores da mania da dança às vezes eram tratados com violência se se recusassem a participar.:139 Os participantes demonstravam reações estranhas à cor vermelha; em A History of Madness in Sixteenth-Century Germany, Midelfort observa que eles "não conseguiam ver a cor vermelha":32 e Bartholomew relata que "foi dito que os dançarinos não suportavam ... a cor vermelha, muitas vezes tornando-se violento ao vê-la".
Bartholomew também observa que os dançarinos "não suportavam sapatos pontiagudos" e que os dançarinos gostavam de bater os pés.:133 Durante todo o tempo, aqueles afetados pela mania da dança sofriam de uma variedade de doenças, incluindo dores no peito, convulsões, alucinações, hiperventilação,:136 ataques epilépticos,:126 e visões.:71 No final, a maioria simplesmente caiu, sobrecarregada de exaustão.:126 Midelfort, no entanto, descreve como alguns acabaram em estado de êxtase.:39 Normalmente, a mania era contagiosa, mas muitas vezes atingia pequenos grupos, como famílias e indivíduos.:37–8

### Tarantismo
Na Itália, um fenômeno semelhante foi o tarantismo, no qual as vítimas teriam sido envenenadas por uma tarântula ou escorpião. Seu surto mais antigo conhecido foi no século XIII e o único antídoto conhecido era dançar uma música específica para separar o veneno do sangue.:133 Ocorreu apenas nos meses de verão. Tal como acontece com a coreomania, as pessoas de repente começavam a dançar, às vezes afetadas por uma mordida ou picada e eram acompanhadas por outras, que acreditavam que o veneno de suas próprias mordidas antigas era reativado pelo calor ou pela música.:134 Os dançarinos executavam uma tarantela, acompanhada de música que eventualmente "curava" a vítima, pelo menos temporariamente.:135
Alguns participaram de outras atividades, como amarrar-se com cipós e chicotear uns aos outros, fingir luta de espadas, beber grandes quantidades de vinho e pular no mar.Outros morriam se não houvesse música para acompanhar sua dança. Os pacientes normalmente apresentavam sintomas semelhantes aos da coreomania, como dores de cabeça, tremores, espasmos e visões.:134
Assim como na mania de dançar, os participantes aparentemente não gostaram da cor preta:133e as mulheres eram aparentemente as mais afetadas.:136 Ao contrário da coreomania, o tarantismo estava confinado à Itália e ao sul da Europa. Era comum até o século XVII, mas terminou repentinamente, com apenas pequenos surtos na Itália até 1959.:134
Um estudo do fenômeno em 1959 pelo professor de história religiosa Ernesto de Martino revelou que a maioria dos casos de tarantismo provavelmente não estava relacionada a picadas de aranha. Muitos participantes admitiram que não foram mordidos, mas acreditaram que foram infectados por alguém que foi, ou que simplesmente tocaram em uma aranha. O resultado foi um pânico em massa, com uma "cura" que permitia que as pessoas se comportassem de maneiras que normalmente eram proibidas na época.:135 Apesar de suas diferenças, o tarantismo e a coreomania são muitas vezes considerados sinônimos.:134

## Reações

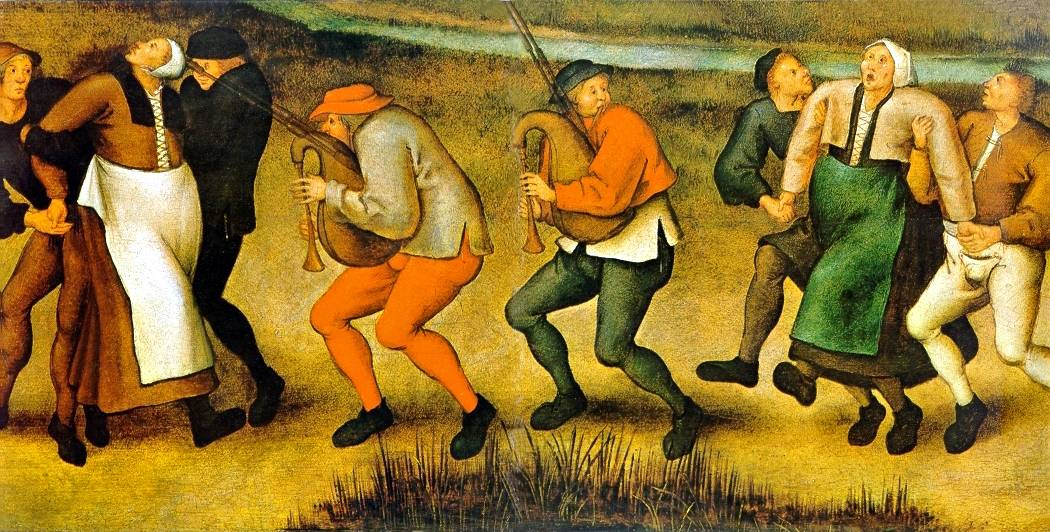
A música era normalmente tocada durante os surtos de coreomania, pois pensava-se que isso resolveria o problema. Uma pintura de Pieter Bruegel, o Jovem, inspirada em desenhos de seu pai

Como a causa real da coreomania era desconhecida, muitos dos tratamentos para ela eram apenas suposições esperançosas, embora alguns parecessem eficazes. O surto de 1374 ocorreu apenas décadas após a Peste Negra e foi tratado de maneira semelhante: os dançarinos eram isolados e alguns eram exorcizados.:70 As pessoas acreditavam que a dança era uma maldição trazida por São Vito; eles respondiam orando:126 e fazendo peregrinações a lugares dedicados ao santo.:34
Orações também eram feitas a São João Batista, que alguns acreditavam também ter causado a dança.:32 Outros alegavam estar possuídos por demônios,:136 ou Satanás, portanto exorcismos eram frequentemente realizados em dançarinos.:60 Bartholomew observa que a música era frequentemente tocada enquanto os participantes dançavam, pois acreditava-se que isso era um remédio eficaz,:136 e durante alguns surtos músicos eram até contratados para tocar.:139 No entanto, Midelfort descreve como a música encorajou outros a participar assim piorou as coisas.:35

## Teorias
Inúmeras hipóteses foram propostas para as causas da coreomania e ainda não está claro se era uma doença real ou um fenômeno social. Uma das teorias mais proeminentes é que as vítimas sofriam de envenenamento por cravagens, como o esporão-do-centeio, que era conhecido como o fogo de Santo Antônio ou ergotismo na Idade Média. Durante as cheias e períodos húmidos, as cravagens eram capazes de crescer e afetar o centeio e outras culturas. O ergotismo pode causar alucinações e convulsões, mas não pode explicar outros comportamentos estranhos mais comumente identificados com a mania de dançar.:140:126:43
Outras teorias sugerem que os sintomas eram semelhantes aos da encefalite, epilepsia e tifo, mas, como no ergotismo, essas condições não podem explicar todos os sintomas.:126
Inúmeras fontes discutem como a mania de dançar e o tarantismo podem ter sido simplesmente o resultado de estresse e tensão causados por desastres naturais na época,:43 como pragas e inundações.:72 Hetherington e Munro descrevem a mania de dançar como resultado de "estresse compartilhado";:73 sendo que as pessoas podem ter dançado para se aliviar do estresse e da pobreza cotidiana,:72 e ao fazê-lo, tentavam ficar em êxtase e ter visões.:191
Outra teoria popular é que os surtos eram todos encenados.:71:137 Os cultos religiosos podem ter representado danças bem organizadas, de acordo com os antigos rituais gregos e romanos.:136:137 Apesar de proibidos na época, esses rituais podiam ser realizados sob o pretexto de uma mania de dança incontrolável.:140 Justus Hecker, um escritor médico do século XIX, descreveu-o como uma espécie de festival, onde era realizada uma prática conhecida como "o acendimento do Nodfyr". Isso envolvia pular no meio do fogo e da fumaça, na tentativa de evitar doenças. Bartholomew observa como os participantes desse ritual muitas vezes continuavam a pular e a pular muito depois que as chamas se apagavam.:139
É certo que muitos participantes da mania da dança estavam psicologicamente perturbados,:136 mas também é provável que alguns tenham participado por medo, ou simplesmente desejassem copiar todos os outros.:43 As fontes concordam que a coreomania foi uma das primeiras formas registradas de histeria em massa,:135:73 e a descrevem como uma "epidemia psíquica", com inúmeras explicações que podem ajudar a compreender o comportamento daqueles que foram afetados por ela.:43 Tem sido sugerido que os surtos podem ter sido devidos ao contágio cultural desencadeado, em tempos de dificuldades particulares, por crenças populares profundamente enraizadas na região sobre espíritos raivosos capazes de infligir uma "maldição dançante" para punir suas vítimas.